# 群馬県道211号安中榛名湖線
群馬県道211号安中榛名湖線（ぐんまけんどう211ごう あんなかはるなこせん）は、群馬県安中市安中から高崎市榛名湖町の榛名湖畔に至る道路（県道）である。

## 概要
安中市の中心市街地と榛名湖を結ぶ県道であり、自動車走行不可の区間を含む群馬県道125号一本木平小井戸安中線を短絡するルートとなっている。
また、高崎市下室田町から榛名湖までの区間は、榛名神社の参道を県道化したものであり、群馬県道29号あら町下室田線や国道406号とともに、高崎市中心部と榛名湖を結ぶメインルートにもなっている。高崎方面と榛名湖を結ぶ路線としては、東側を通る群馬県道28号高崎東吾妻線や群馬県道126号榛名山箕郷線の方が距離は短いが、両路線とも狭隘な山道の区間を含むため、バスを含む大型車は本路線を経由している。また、この区間は榛名神社の参道としての機能も担っている。

### 路線データ
- 起点：安中市安中三丁目（群馬県道125号一本木平小井戸安中線交点）[注釈 1]
- 終点：高崎市榛名山町 榛名湖（群馬県道28号高崎東吾妻線交点）[注釈 2]

## 歴史
- 1959年（昭和34年）9月18日：群馬県より現・道路法に基づき、県道安中榛名湖線（安中市大字安中 - 群馬郡榛名町大字榛名山、整理番号8）が路線認定される[1]。
  - 同時に、前身路線にあたる県道室田榛名山（群馬郡榛名町大字下室田 - 同郡同町大字榛名山 榛名神社、整理番号74）、県道八本松安中線（群馬郡榛名町大字榛名山字八本松 - 安中市、整理番号78）が路線廃止される[2]。

## 路線状況
起点は安中市安中四丁目である。旧中山道を継承する群馬県道125号一本木平小井戸安中線との交点が起点で、そこから国道18号と交差するまでわずかの区間は1車線である。
国道18号との交差点から先は、終点まで2車線である。ここから群馬県道215号恵宝沢原貝戸線との交差点までは、安中市中心部と安中市秋間地区・安中榛名駅方面を結ぶ道路の一部を構成し、この区間には乗合バス路線（運行はボルテックスアーク）も設置されている。
恵宝沢原貝戸線との交差点からは雉子ケ尾峠を越える山道となり、急勾配や急曲線があるものの、2車線が確保されている。峠を越えると高崎市に入り、国道406号を越え、昭和橋で烏川を渡り、その先の下村交差点で群馬県道29号あら町下室田線と合流し、西に進路を変えて下室田の中心部にあたる室田交差点に向かう。
室田交差点からは榛名山への登山ルート、かつ榛名神社への参道となり、高崎駅から榛名湖に向かう路線バス（運行は群馬バス）もこのルートを通る。上室田地区で進路を北に変えて榛名山を上るが、途中で群馬県道33号渋川松井田線と合流し、重複区間となる（本路線の路線表示は消える）。そのまま榛名神社、天神峠を経由して榛名湖に至る。

### 重複区間
- 群馬県道29号あら町下室田線（高崎市下室田町〈下村交差点〉 - 同〈室田交差点〉）
- 群馬県道33号渋川松井田線（高崎市榛名山町字八本松 - 榛名湖〈終点〉）

### 道路施設
- 昭和橋（烏川、高崎市上里見町 - 同市下室田町）

## 交差する主な道路
- 群馬県道125号一本木平小井戸安中線 - 安中市安中4（起点）
- 国道18号 - 安中市安中5（城下交差点）
- 群馬県道132号下里見安中線 - 安中市安中（小間入口バス停付近）
  - ここから自性寺交差点までの間、下里見安中線と重複
- 群馬県道132号下里見安中線 - 安中市下秋間（自性寺交差点）
- 西毛広域幹線道路（群馬県道132号下里見安中線バイパス） - 安中市下秋間（秋間川橋南交差点）
- 群馬県道215号恵宝沢原貝戸線 - 安中市下秋間字原貝戸
- 国道406号 - 高崎市上里見町（上里見交差点）
- 群馬県道29号あら町下室田線、群馬県道154号新井下室田線 - 高崎市下室田町（下村交差点）
  - ここから室田交差点まで、あら町下室田線と重複（路線表示は県道29号のみ）
- 群馬県道29号あら町下室田線 - 高崎市下室田町（室田交差点）
- 群馬県道122号八本松松井田線 - 高崎市榛名山町（掘割バス停付近）
- 群馬県道33号渋川松井田線、群馬県道125号一本木平小井戸安中線 - 高崎市榛名山町（さわらび療育園入口バス停付近）
  - ここから終点まで、渋川松井田線と重複（路線表示は県道33号のみ）
- 群馬県道126号榛名山箕郷線 - 高崎市榛名山町（榛名歴史民俗資料館前）
  - ここから終点まで、榛名山箕郷線とも重複
- 群馬県道28号高崎東吾妻線 - 高崎市榛名湖町（終点）